# 紀念建築物

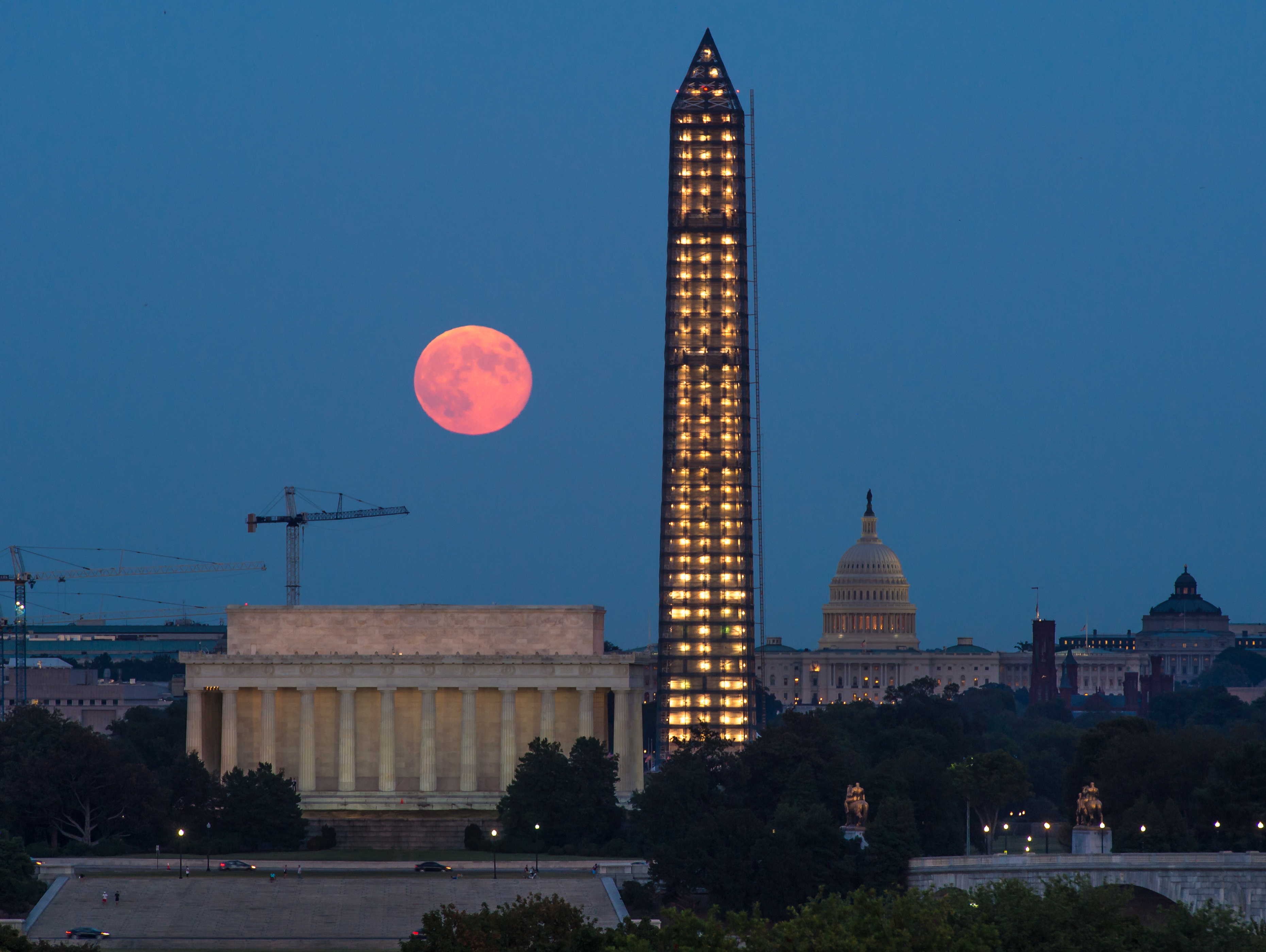
美國華府的林肯紀念堂，屬於一種國家紀念建築

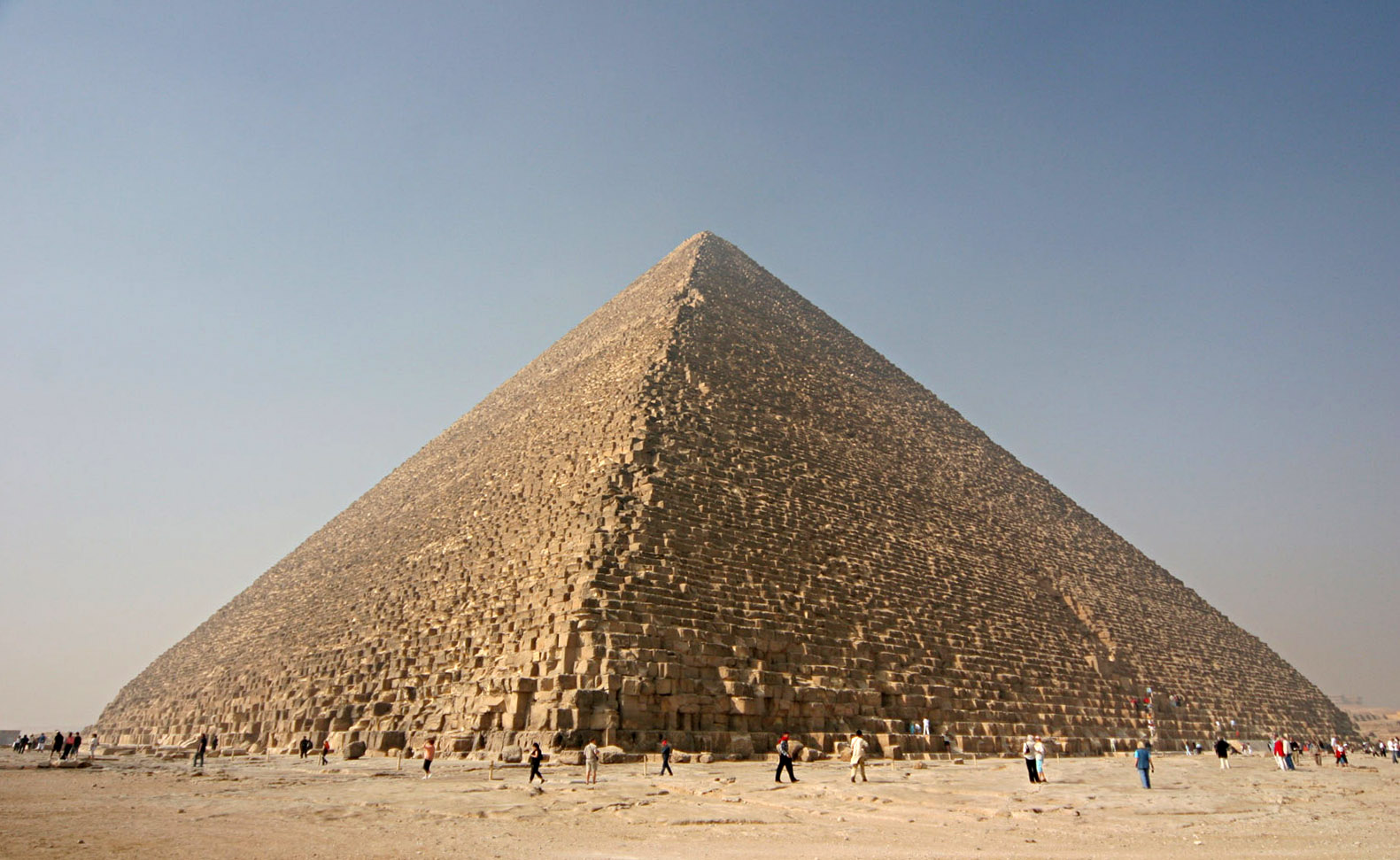
5000年前作為法老王古墓的大金字塔，世界七大奇蹟之一

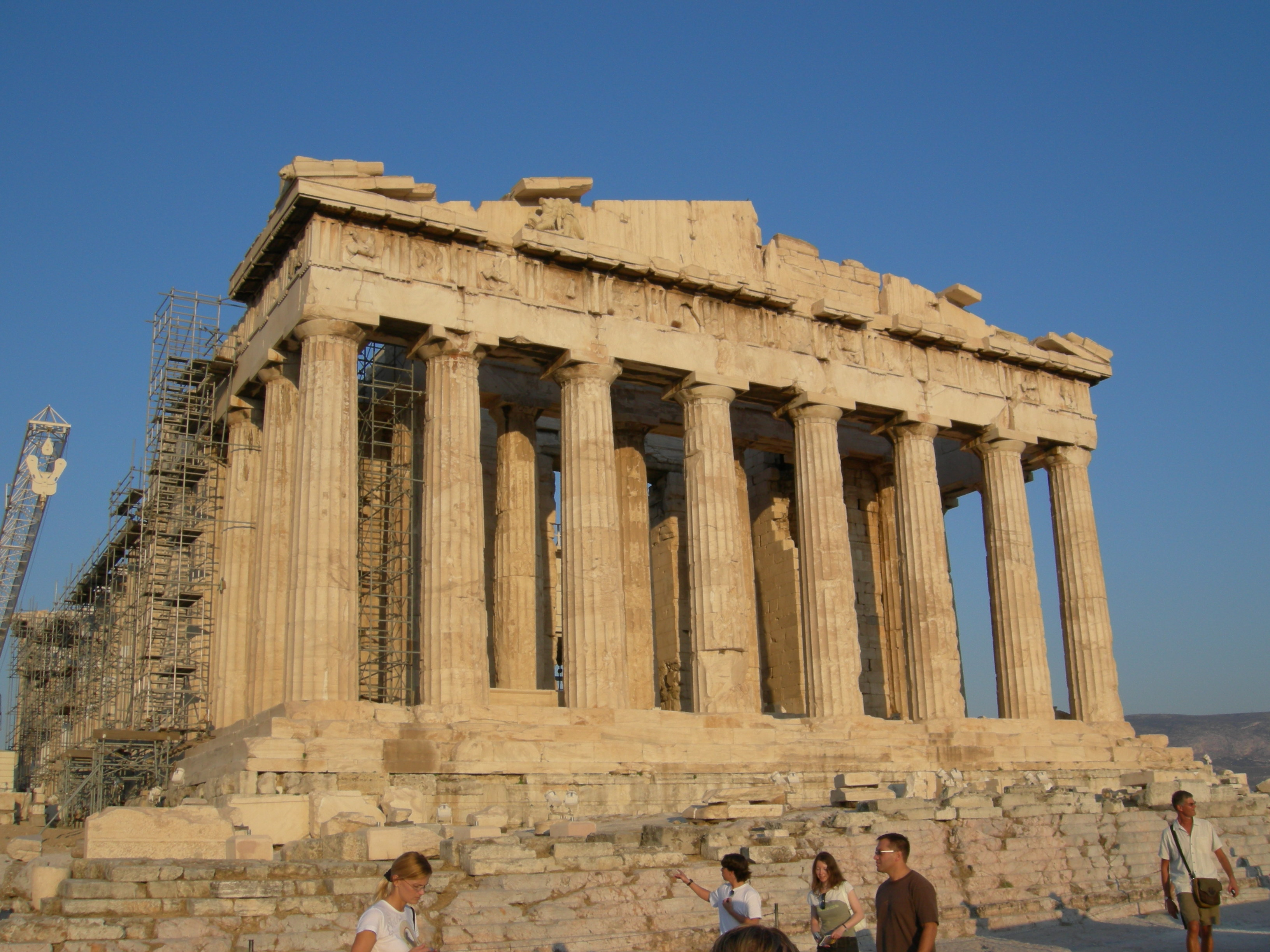
巴特農神殿是古希臘西方文化的象徵

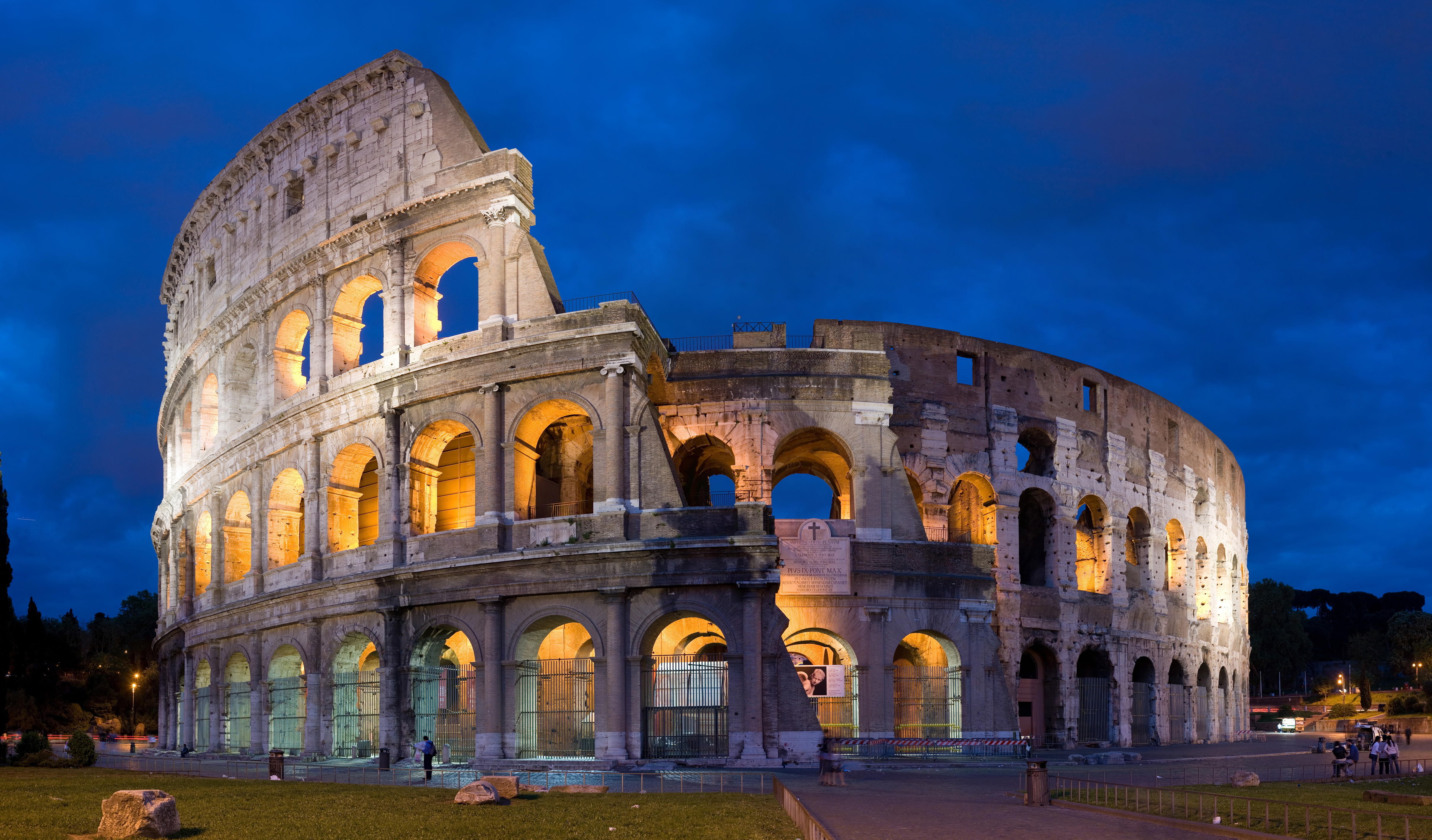
羅馬競技場是古羅馬帝國的重要古蹟

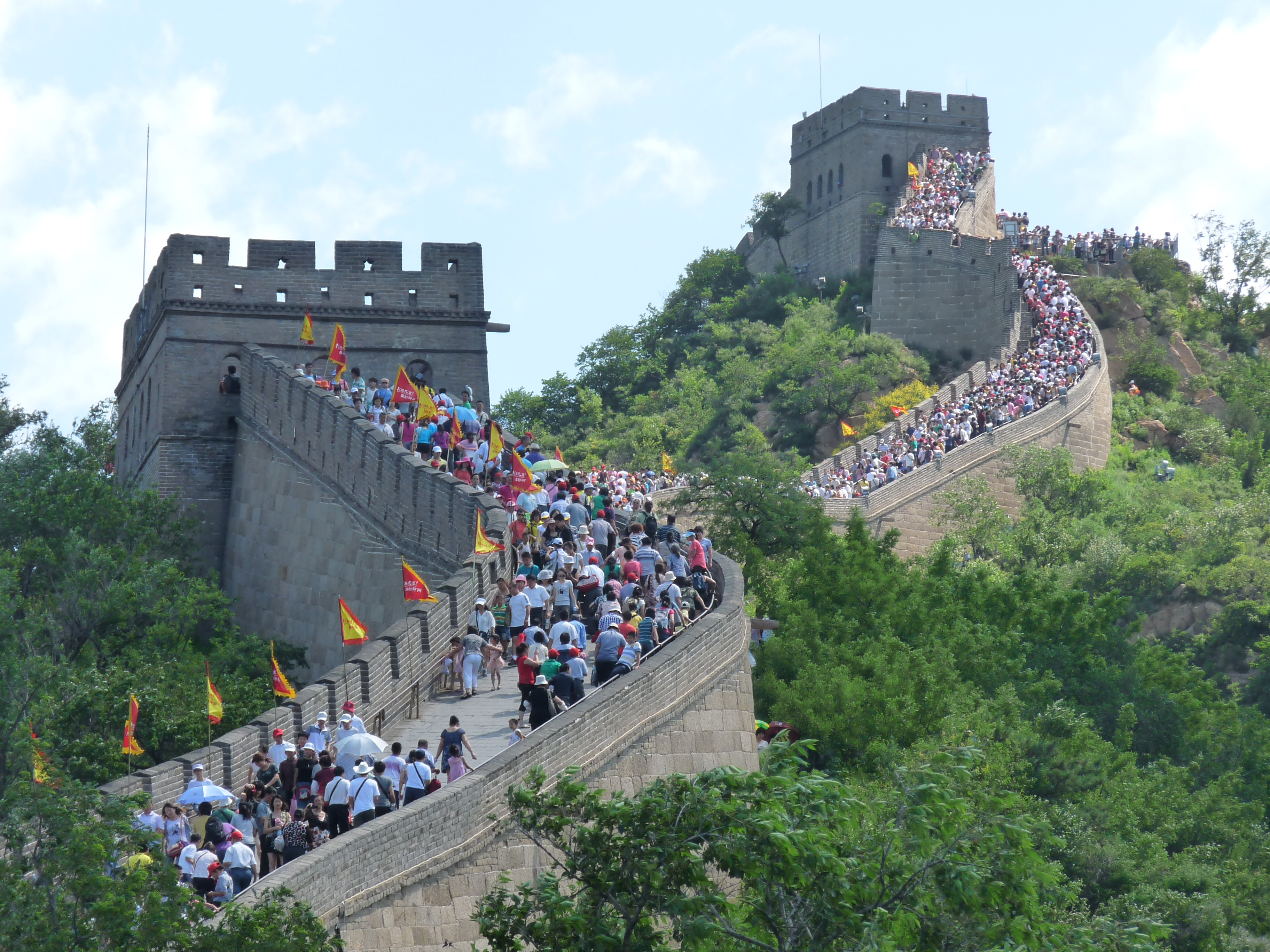
萬里長城是古中國的重要象征

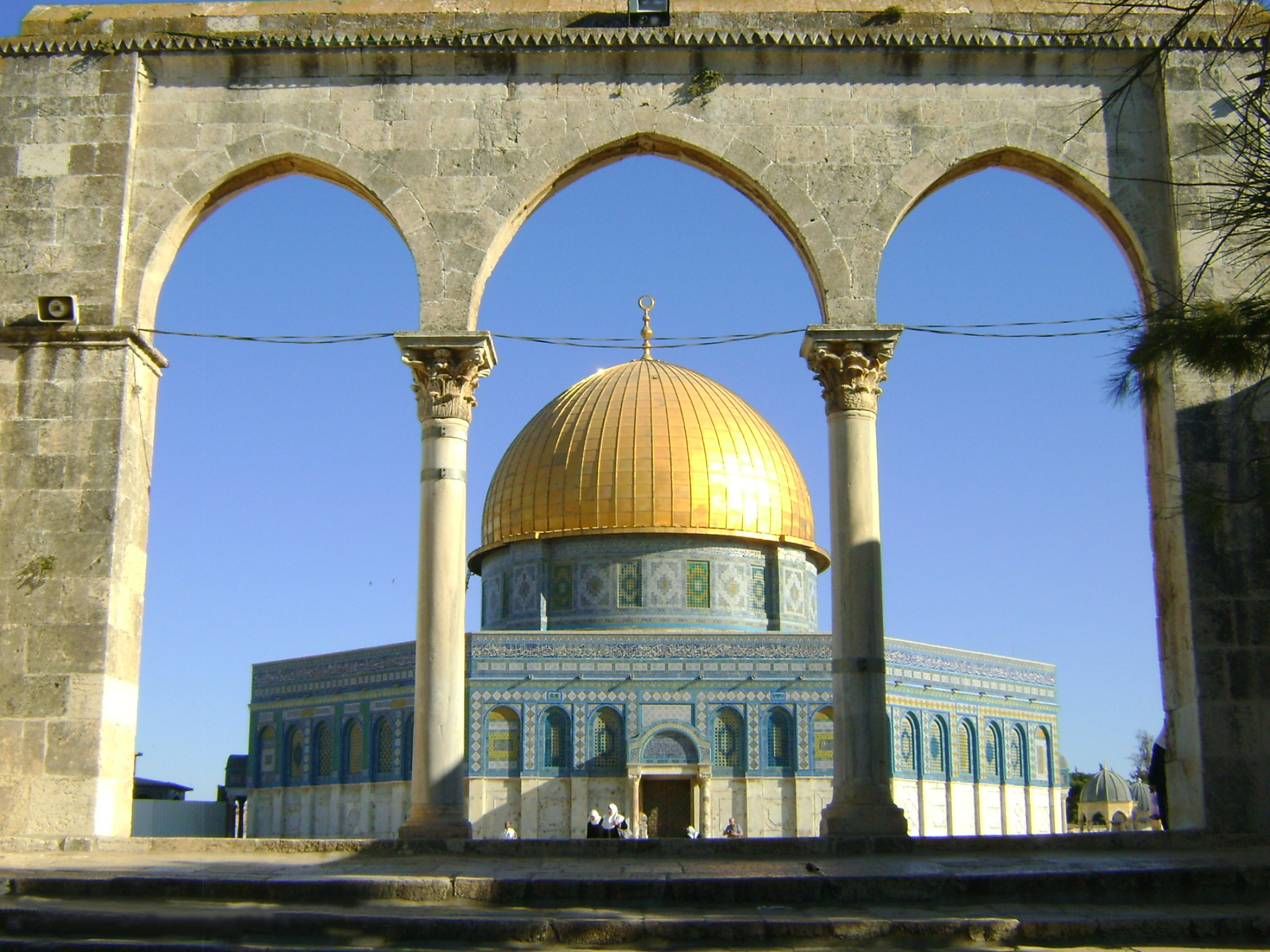
耶路撒冷古城的圓頂清真寺，對猶太人、基督徒、回教徒俱有重要意義。

紀念建築物（英語：monument）是一種建築物用作紀念人或重要事件，或該建築物對一群特定的人有很重要的回憶的歷史建築或文化古蹟，或它是印證一個歷史時代的建築物。「紀念建築物」一詞常被用作形容重要的歷史建築或文化古蹟，例如香港法定古蹟中「古蹟」便是以「Monument」一詞來形容。
重要铁路和公路通车的纪念建筑物，一般是通车纪念碑、零公里里程碑、桥头堡、博物馆、陈列室等形式。有很多国家和地区同时会为此类纪念发行纪念邮票、纪念货币（纪念钞、纪念币）。

## 例子
- 地標建築物，如全世界最高的杜拜塔。
- 宮殿，如故宮、凡爾賽宮、克里姆林宮、白金漢宮、白宮等。
- 噴泉，如特雷維噴泉、吉达喷泉等。
- 紀念碑或紀念館，通常用以紀念過世的人或過去的事物。
- 凱旋門，用於紀念軍事勝利的建築，如君士坦丁凱旋門、巴黎凱旋門、布蘭登堡門等。
- 戰爭紀念館，如忠烈祠、顯忠院、靖國神社等建築用於供奉戰爭中逝去的軍人。
- 柱，如勝利紀念柱、纳尔逊纪念柱、圖拉真柱、阿育王柱等。
- 教堂，如西敏寺、巴黎聖母院、聖伯多祿大殿、米兰主教座堂、聖家堂、柏林大教堂、科隆主教座堂、聖瓦西里主教座堂等。
- 寺廟
- 神社
- 神像或雕像，具象徵意義者如自由女神像、救世基督像。
- 清真寺，如禁寺、先知寺、阿克薩清真寺、倭马亚大清真寺、蘇丹艾哈邁德清真寺等。
- 墳墓（陵墓），如列宁墓、切·格瓦拉陵墓。
- 古墓
- 山墓（英语：Mound）
- 長明燈
- 探照燈
- 光明燈
- 磐石，如巨石陣。